# Người mẫu webcam

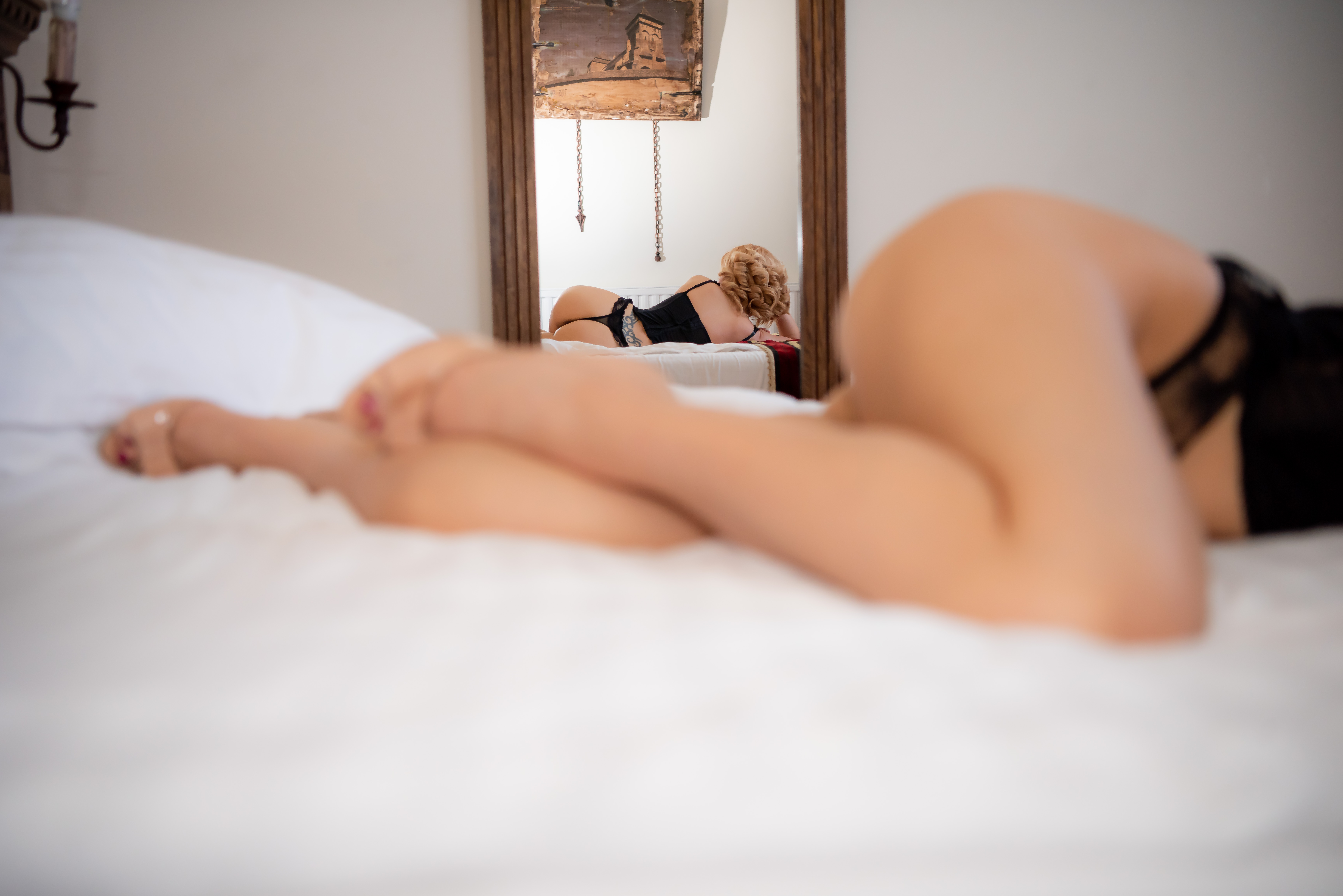
Một người mẫu webcam với sản phẩm nghệ thuật của mình

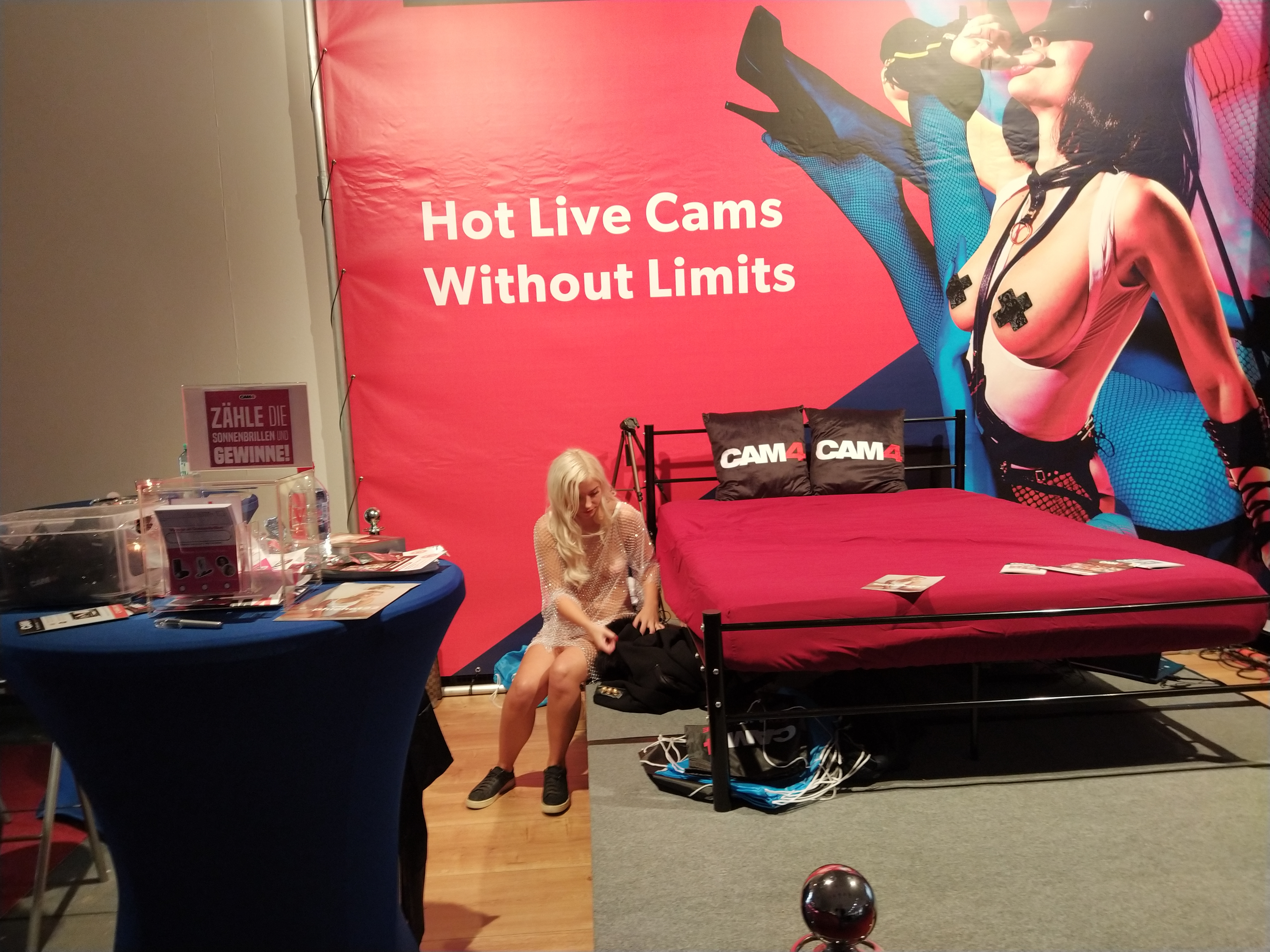
Người mẫu webcam đang tác nghiệp trong phim trường Venus Berlin

Người mẫu webcam (Webcam model, Camgirl, Cammodel) là người biểu diễn trong video phát trực tuyến trên Internet bằng chương trình phát sóng trực tiếp trên webcam. Người mẫu webcam cũng thường thực hiện các hành vi khiêu dâm trực tuyến, chẳng hạn như cởi quần áo, thủ dâm hoặc các hành vi gạ gẩm tình dục để đổi lấy tiền, hàng hóa hoặc sự chú ý để nổi tiếng. Họ cũng có thể bán video về buổi biểu diễn của mình. Theo Alec Helmy, nhà xuất bản của XBIZ là tạp chí ngành công nghiệp tình dục từng được xem như một phân khúc nhỏ trong thế giới giải trí người lớn thì Camming từ lâu đã trở thành "động lực của ngành công nghiệp khiêu dâm". Vì nhiều người mẫu webcam hoạt động thoải mái tại nhà riêng của họ nên họ có thể tự do lựa chọn lượng nội dung khiêu dâm cho chương trình phát sóng của mình.
Trong khi hầu hết các người mẫu Webcam đều hiển hiện lồ lộ ảnh khỏa thân và hành vi gợi dục, một số người mẫu chọn cách hầu như chỉ mặc quần áo và chỉ nói về các chủ đề khác nhau, trong khi vẫn đòi tiền từ người hâm mộ của họ dưới dạng tiền boa (tiền típ). Người mẫu webcam chủ yếu là phái nữ và cũng bao gồm những người biểu diễn nổi tiếng thuộc mọi giới tính và giới. Jenny Ringley được coi là Camgirl đầu tiên khi vào năm 1996, khi còn là sinh viên tại Dickinson College, Ringley đã tạo ra một trang web có tên "JenniCam". Webcam của cô được đặt trong phòng ký túc xá và tự động chụp ảnh cô vài phút một lần. Ringley xem trang web của cô như một tài liệu đơn giản về cuộc đời cô. Cô ấy không muốn lọc các sự kiện được chiếu trên máy ảnh của mình, vì vậy đôi khi cô ấy bị cho là khỏa thân hoặc tham gia vào các trò làm tình, bao gồm quan hệ tình dục và thủ dâm, những hình ảnh này sau đó được phát sóng trực tiếp trên Internet. Hai năm sau, vào năm 1998, cô chia quyền truy cập trang web của mình giữa phần miễn phí và nội dung phải trả phí.